# علم البيئة المتقدم

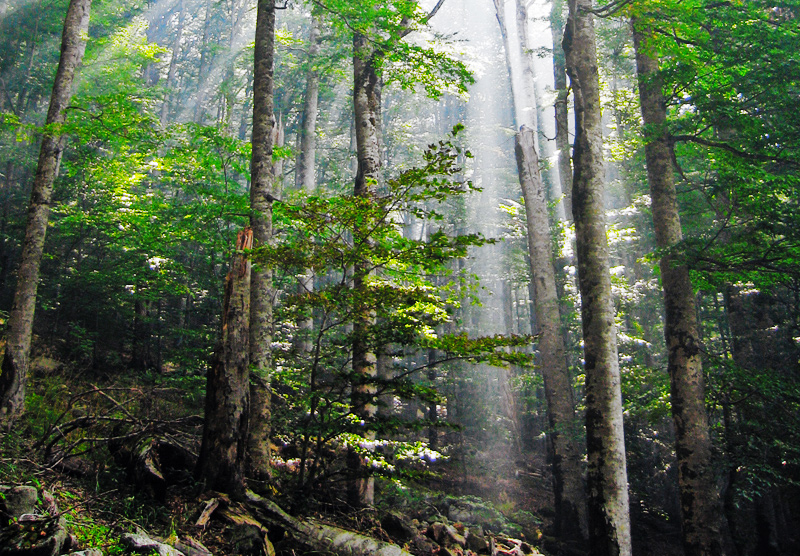

علم البيئة المتقدم (الإيكولوجي المتقدمة) هو فلسفة بيئية ومُحِيطِيةّ تعزز القيمة المتأصلة للكائنات الحية بغض النظر عن فائدتها الفعالة للاحتياجات الإنسانية، بالإضافة إلى إعادة هيكلة المجتمعات البشرية الحديثة وفقًا لهذه الأفكار.
يناقش علم البيئة المتقدم التوازن الدقيق للعلاقات المعقدة التي يعتمد وجود الكائنات الحية فيها على وجود الآخرين داخل النظم البيئية في العالم الطبيعي. لا يشكل تدخل الإنسان في العالم الطبيعي أو تدميره تهديدًا لذلك، ليس للبشر وحسب، بل لجميع الكائنات الحية التي تشكل النظام الطبيعي.
ويقوم المبدأ الاساسي لعلم البيئة المتقدم على الاعتقاد بأنه ينبغي احترام البيئة المعيشية ككل، وأن لها بعض الحقوق الاساسية الأخلاقية والقانونية في العيش والازدهار، بمعزل عن فوائدها الاساسية في مجال استخدام الإنسان. وكثيرًا ما يُوضع علم البيئة المتقدم في إطار فكرة وجود علاقة اجتماعية أوسع نطاقًا؛ وهي تعترف بمجتمعات متنوعة من الحياة على الأرض تتكون ليس فقط من خلال عوامل حيوية، بل أيضًا، وفق الضرورة، من خلال العلاقات الاخلاقية، أي تقدير الكائنات الأخرى على أنها أكثر من مجرد موارد. وهو يصف نفسه بأنه «متقدم» لأنه ينظر إلى نفسه على أنه أكثر إيغالًا في الواقع الفعلي لعلاقة الإنسانية مع العالم الطبيعي الذي يتوصل إلى استنتاجات أكثر عمقًا من الفلسفة السائدة في علم البيئة على أنه فرع من فروع علم الأحياء. لا تؤيد الحركة مركزية الإنسان (الحركة المعنية بالحفاظ على  البيئة لاستخدامها فقط من قبل البشر ولأغراض إنسانية)، لأن علم البيئة المتقدم يستند إلى مجموعة مختلفة تمامًا من الافتراضات الفلسفية. يأخذ علم البيئة المتقدم نظرة أكثر شمولية للعالم الذي يعيش فيه البشر ويسعى إلى تطبيق مفهوم الحياة على فهم أن الأجزاء المنفصلة من النظام البيئي (بما في ذلك البشر) تعمل ككل. وتوفر هذه الفلسفة أساسًا للحركات البيئية والإيكولوجيّة والخضراء، وعززت نظاماً جديداً من الأخلاقيات البيئية يدعو إلى مراقبة الحياة البرية، وتحديد النسل، والحياة البسيطة.

## جذور الحركة
طرح آرن نايس في ورقته البحثية عن علم البيئة المتقدم، أن حركة علم البيئة المتقدم ظهرت عن طريق العلماء - علماء البيئة- الذين كانوا يدرسون ميدانيًا التنوع البيولوجي والنظم الإيكولوجية البرية في جميع أنحاء العالم. وكانوا يقومون بعمل الفلاسفة، ويرسمون أسس عصر علم البيئة ونظرة بيئية جديدة إلى العالم لتحل محل العالم البشري، وإحكام الطبيعة، ونظرة العالم الحديثة الناشئة في القرنين السابع عشر والثامن عشر. ثلاثة من أكثر المتحدثين البيئيين تأثيرًا في الستينات هم: راشيل كارسون، ديفيد براير، وبول ر. ايرليتش. البعض يعتبر نشر راشيل كارسون كتابها «ربيع صامت» (1962) بداية حركة البيولوجيا المتقدمة المعاصرة بعيدة المدى. عندما ظهر كتابها كان هناك حركة طويلة الأمد للحفاظ على الأرض والموارد، فضلًا عن دعم إنشاء المتنزهات وغيرها من المناطق المخصصة للحفاظ على البرية والطبيعة الرائعة. كانت كتابات كارسون مؤثرة بشكل خاص لأنها أظهرت بوضوح كيف تعتمد رفاهية الإنسان على حالة المجتمعات الحيوية بأكملها. وأوضحت من الناحية العملية كيف أن الكائنات الحية مترابطة داخل النظم البيئية، وكيف أدت مبيدات الآفات المستخدمة للسيطرة على البعوض والحشرات الأخرى إلى انخفاض عدد الطيور. ساعد «الربيع الصامت» في إظهار مدى تداخل الشبكات الغذائية وشبكات العلاقات الحيوية في أداء وظيفتها. وبما أن البشر هم قمة العديد من السلاسل الغذائية، فالتعرض للمواد الكيميائية يصبح أكثر تركيزًا مع تحرك هذه المواد لأعلى في السلاسل. ويمكن تخزين المواد الكيميائية في الأنسجة البشرية وتتراكم تدريجيًا مع مرور الوقت، مما يؤثر سلبًا على الصحة. وقد أظهرت كارسون الحاجة إلى تغييرات ضخمة في الممارسات البشرية وأساليب المعيشة.
كان عقد الستينات من أزهى عقود  النشاط الاجتماعي في الولايات المتحدة وكندا وأوروبا الغربية وأستراليا. ركزت بعض النشاطات على الحرب والسلام وقضية الأسلحة النووية. بدأت منظمة بيئية رائدة ومعروفة بالتركيز على التجارب النووية ومخاطرها البيئية. عارض بعض الناس في كولومبيا البريطانية، وكندا، اختبار الحكومة الأمريكية سلاح نووي في جزيرة أمشيتا. استأجروا سفينة صيد وأبحروا نحو موقع التجارب النووية احتجاجًا على ذلك. أدى هذا الإجراء إلى تأسيس منظمة السلام الأخضر، التي أصبحت أكثر ارتباطًا بالقضايا البيئية مع مرور الوقت. وتحفزت هذه الحركات العظيمة من خلال الصور الرمزية الآن للأرض بأكملها والتي تطفو في الفضاء التي التقطت أثناء عودة البعثات الفضائية لأبولو من رحلتها إلى القمر. وكان من بين رواد الفضاء الذين شهدوا رؤية الأرض برمتها مباشرة إدجار د. ميتشل، الذي كان في عام 1971، أثناء مهمة عودة أبولو 14، كان لديه استنتاج هام بأن ما يلزم لحل الأزمة البيئية هو «التحول في الوعي».

## المبادئ
يعتقد أنصار علم البيئة المتقدمة أن العالم ليس مجرد مورد يستغله البشر بحرية. إذا كانت السلع المادية لا تضمن السعادة بما يتجاوز المستوى المعتدل للغاية، وكان الإفراط في الاستهلاك يهدد المحيط الحيوي، فإن تحديد نموذج جديد غير استهلاكي للرفاهية مسألة حتمية. أخلاقيات علم البيئة المتقدمة ترى أن بقاء أي جزء يعتمد على رفاهية الجميع. يقدم أنصار البيئة المتقدمة برنامج من ثماني نقاط لتحديد مطالبهم:
- رفاهية وازدهار الحياة البشرية وغير الإنسانية على الأرض لها قيمة في حد ذاتها. هذه القيم غير مرتبطة بمنفعة العالم غير الإنساني للأغراض الإنسانية.
- يسهم ثراء وتنوع أشكال الحياة في تحقيق هذه القيم، وهو قيمة في حد ذاته.
- ليس للبشر الحق في الحد من هذا الثراء والتنوع باستثناء تلبية الاحتياجات البشرية الحيوية.
- يتوافق ازدهار الحياة البشرية وحضاراتها مع الانخفاض الملحوظ في الكثافة السكانية. ويتطلب ازدهار الحياة غير الإنسانية هذا الانخفاض.
- تدخل الإنسان الحالي مع العالم غير الإنساني متهور، والوضع يتدهور بسرعة.
- لذلك ينبغي تغيير السياسات، إذ تؤثر على الهياكل الاقتصادية والتكنولوجية والإيديولوجية الأساسية. الوضع الناتج سيكون مختلفًا تمامًا عن الحاضر.
- التغيير الأيديولوجي هو بالأساس تقدير لجودة الحياة (السكون في حالات ذات قيمة متأصلة) بدلاً من التقيد بمستوى معيشة أعلى بشكل متزايد. سيكون هناك وعي عميق بالفرق بين الكبير والهائل.
- أولئك الذين يؤيدون النقاط السابقة عليهم التزام مباشر أو غير مباشر بمحاولة تطبيق التغييرات اللازمة.

يمكن تلخيص هذه النقاط المبادئ إلى:
- البرية وحفظ التنوع البيولوجي.
- تحديد النسل.
- الحياة البسيطة (أو العيش برفق على هذا الكوكب).[3]

## التطوير
صاغ الفيلسوف النرويجي أرني نايس مصطلح «البيئة المتقدمة» في عام 1973. رفض نايس فكرة تصنيف الكائنات حسب قيمتها النسبية. مثلًا، اُستخدمت الأحكام المتعلقة بما إذا كان للحيوان روح أبدية، سواء كان يستخدم العقل أو ما إذا كان لديه وعي (أو وعي أعلى بالفعل) لتبرير تصنيف الحيوان البشري على أنه متفوق على الحيوانات الأخرى. يؤكد نايس، من وجهة نظر بيئية  على أن «حق جميع أشكال العيش في الحياة هو حق عام لا يمكن تكميمه، وليس هناك كائن حي لديه أكثر من هذا الحق ولا يتوسع على حساب كائن آخر».
طرح وارويك فوكس بأن الإنسانية وجميع الكائنات الأخرى هي «جوانب لواقع واحد يتكشف» أوضحت هذه الفكرة الميتافيزيقية. لأن هذه البيئة المتقدمة ستدعم وجهة نظر ألدو ليوبولد في كتابه «روزمانة لمنطقة رملية» بأن البشر هم «أعضاء عاديون في المجتمع الحيوي». وستدعم أخلاقيات أرض ليوبولد: «الأمر الصحيح هو الميل إلى الحفاظ على سلامة المجتمع الحيوي واستقراره وجماله، الخطأ الميل عن ذلك».
ترجع المشكلات البيئية التي يواجهها العالم اليوم جزئيًا إلى فقدان بوصلة المعارف والقيم وأخلاقيات السلوك التقليدية التي تحتفي بعظمة وقدسية العالم الطبيعي التي تولي للحفاظ على الطبيعة أهمية قصوى. في المقابل، فإن افتراض التفوق البشري لأشكال الحياة الأخرى، كما لو أننا حصلنا على وضع الملوك على الطبيعة، فكرة أن الطبيعة موجودة أساسًا لخدمة الإرادة والغرض البشري - تلقى نقدًا جذريًا في علم البيئة المتقد. طوّر علم البيئة المتقدم استجابةً لوجهة النظر البشرية، ولعبت عدة جهات فاعلة مختلفة دورًا تاريخيًا مهمًا في تطورها. كان من أبرزهم جوزيف و. ميكر، الذي أخبر جورج سيشنز في عام 1973 عن أرني نايس، الذي عرفه ميكر شخصيًا. وقال وارويك فوكس، «أحد الأشياء التي كانت مثيرة حول نايس هو اهتمامه القوي بأسلوب سبينوزا ونهجه المبتكر». يذكر في المحاضرات إنه قد وصل إلى سبينوزا كإجابة لمسار تدريس تاريخ الفلسفة بحلول عام 1972 وبصرف النظر عن كونه على اتصال مع نايس. كتاب ميكر «كوميديا البقاء على قيد الحياة: دراسات في علم البيئة الأدبية» ظهر من خلال عمل الباحثين الذين يبحثون عن أخلاقيات بيئية. يمثل هذا الكتاب العمل المؤسس لـ ميكر في علم البيئة الأدبية والنزعة الاقتصادية، والذي يوضح العلاقة بين الفنون الأدبية والبيئة العلمية، لا سيما تعاطي البشرية مع الكوميديا والمأساة. إنه يذكّر القراء بأن السلوكيات التكيفية (كوميديا) تعزز البقاء على قيد الحياة، في حين أن المأساة تنحرف عن أشكال الحياة الأخرى. تستند هذه الأطروحة إلى دراسة ميكر للأدب المقارن، وعمله مع عالم الأحياء كونراد لورنت، وعمله كعالم بيئي ميداني في إدارة المتنزهات الوطنية في ألاسكا وأوريغون وكاليفورنيا.
توفر الإيكولوجيا العميقة أساسًا فلسفيًا للدعوة البيئية التي قد توجه بدورها النشاط البشري ضد التدمير الذاتي المتصور. ترى الإيكولوجيا المتقدمة والبيئية أن علم البيئة يُظهر أن الأنظمة الإيكولوجية لا يمكنها استيعاب سوى تغيير محدود من قبل البشر أو غيرها من التأثيرات المتنافرة. علاوة على ذلك، يعتقد كلاهما أن الحضارة الحديثة تهدد الرفاهية البيئية العالمية. وقد وصف علماء البيئة التغير والاستقرار في النظم البيئية بطرق مختلفة، بما في ذلك التوازن، والتوازن الديناميكي، و«تدفق الطبيعة». بصرف النظر عن أي نموذج أدق، يزعم علماء البيئة أن النشاط الاقتصادي البشري الضخم قد دفع المحيط الحيوي بعيدًا عن حالته «الطبيعية» من خلال الحد من التنوع البيولوجي وتغير المناخ والتأثيرات الأخرى. ونتيجة لذلك، تتسبب الحضارة في انقراض جماعي بمعدل يتراوح بين 100 نوع يوميًا وربما 140,000 نوع سنويًا، وهو ما يعادل 10 آلاف ضعف معدل الانقراض. يأمل علماء البيئة المتقدمة التأثير على التغيير الاجتماعي والسياسي من خلال فلسفتهم. اقترح نايس، كما يكتب نيكولاس جودريك كلارك، «يجب تخفيض عدد سكان الأرض إلى نحو 100 مليون».